# Presidential Unit Citation
La Presidential Unit Citation (originariamente chiamata Distinguished Unit Citation) è una delle più alte onorificenze militari delle forze armate statunitensi, conferita per "atti di straordinario eroismo contro il nemico". Dal 26 febbraio 1942 al 2008 la Presidential Unit Citation è stata premiata in vari conflitti quali la seconda guerra mondiale, la guerra di Corea, la guerra del Vietnam, la guerra in Afghanistan e la guerra in Iraq, ed è assegnata a vari membri dello United States Army, della United States Air Force, della United States Navy, dello United States Marine Corps e dello United States Coast Guard.
Il 6 maggio 2011, in risposta al completamento dell'Operazione Lancia di Nettuno in cui rimase ucciso il leader di Al-Qāʿida Osama bin Laden, il Presidente degli Stati Uniti Barack Obama ha conferito a tutti i membri del Team 6 dei Navy SEALs la Presidential Unit Citation in merito agli "atti di straordinario eroismo contro il nemico".